# Giorgio Clarotti
Giorgio Clarotti (Roma, 13 dicembre 1903 – Roma, 7 marzo 1961) è stato un economista italiano, storico del diritto.

## Biografia
Giorgio Clarotti nasce a Roma il 13 dicembre 1903.  
Ha studiato la storia della cultura polacca presso l'Università La Sapienza di Roma dove si è laureato in lettere ed in giurisprudenza.
Nel 1925 visita la Polonia e scrive la sua tesi di dottorato “I primori della politica letteraria in Polonia”, che sarà poi pubblicata nella rivista “La vita italiana”. 
Rientrato a Roma, inizierà a lavorare per Confcommercio ma continuerà a interessarsi di cultura polacca ed altri suoi scritti saranno pubblicati dalla “Rivista di Cultura”, tra cui dei saggi su Juliusz Słowacki e Adam Mickiewicz. 
Nel 1931 la “Rivista di letterature slave”, fondata da Ettore Lo Gatto, pubblica un suo saggio sul teatro polacco contemporaneo, nel quale l'autore ha espresso giudizi non sempre condivisi.
Negli anni 50 diventa Vice Segretario Generale della Confcommercio. Decede a Roma nel 1961.

## Pubblicazioni
•	“Novellieri polacchi” traduzione Aurora Beniamino, Stella Olgierd, Emma Chludzinnska-Paoulucci, Giorgio Clarotti, 1929.
•	“Note ed appunti sul teatro polacco” Istituto per l'Europa orientale, 1931